# 抱青别墅

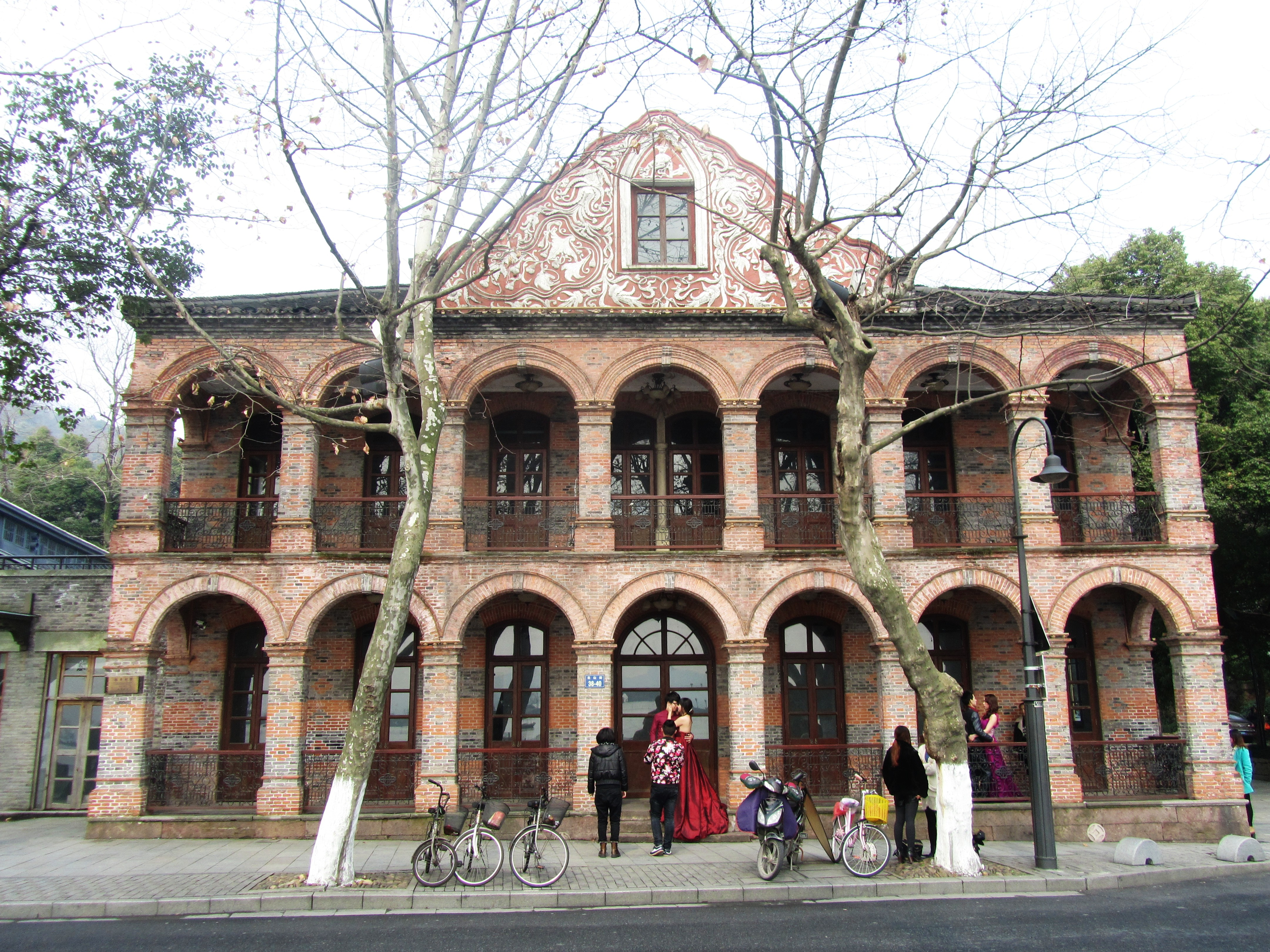

抱青别墅位于中国浙江省杭州市西湖区西湖风景区北山街道北山街38-40号。北依葛岭，面朝西湖。建于1907年，现为杭州国画院美术馆。

## 历史
抱青别墅地皮原属毓秀庵，清光绪三十二年（1906年）卖给湖州南浔镇富商邢庚星（号抱青），1907年兴建了这座欧式别墅。邢庚星的孙子邢鼎丞是上海新沙逊洋行的买办，经营房地产业，常住上海。1929年，杭州召开西湖博览会，借用抱青别墅作为工业馆第四分馆。博览会结束后，于少甫租下别墅，开设“葛岭中西大饭店”。1949年以后，该建筑成为民居。

## 建筑
抱青别墅为三层西式楼房，坐北朝南，面阔七间，进深四间。前廊设七道拱券。正立面采用红砖、青砖拼花。

## 保护
2004年6月2日，抱青别墅公布为第一批杭州市历史建筑，编号1-53。同年，在北山街历史文化街区保护工程中，抱青别墅恢复原貌。